# توشیا موری
توشیا موری (انگلیسی: Toshia Mori؛  ‏۱ ژانویهٔ ۱۹۱۲ – ۲۶ نوامبر ۱۹۹۵) بازیگر اهل ایالات متحده آمریکا بود.
از فیلم‌هایی که وی در آن‌ها نقش داشته است، می‌توان به بیل سفیر کبیر و قاتل حرفه‌ای اشاره نمود.

## زندگی پس از سینما
موری با آلن یونگ ، بازیگر چینی-آمریکایی اهل سان فرانسیسکو ازدواج کرد.